# Compañía de Australia Meridional
La Compañía de Australia Meridional (en inglés, South Australian Company) fue formada en Londres el 9 de octubre de 1835 por George Fife Angas y otros adinerados comerciantes británicos para fundar un nuevo asentamiento en Australia Meridional; su propósito final era el establecimiento de una nueva colonia. La Compañía de Australia Meridional concluyó formalmente sus operaciones bajo este nombre el 17 de marzo de 1949, cuando su administración fue transferida a la Elders Trustee & Executor Company Ltd.

## Fundación
La fundación de la compañía se produjo luego de fuertes esfuerzos de lobby por parte de la Asociación de Australia Meridional, un grupo formado por filántropos, pensadores radicales, disidentes y comerciantes. Luego de años de negociaciones, cambios y enmiendas a los reglamentos propuestos, el Parlamento del Reino Unido finalmente dio su visto bueno y la Ley de la Compañía de Australia Meridional (Fundación) se aprobó el 15 de agosto de 1834.
La junta directiva fundadora estuvo compuesta por George Fife Angas (presidente); Raikes Currie; Charles Hindley M.P.; James Hyde; Henry Kingscote; John Pirie, Edil; Christopher Rawson; John Rundle M.P.; Thomas Smith; James Ruddell Todd; y Henry Waymouth; con Edmund John Wheeler como administrador, Samuel Stephens como administrador colonial, y Edward Hill como Secretario pro tem,

## Viaje de 1836
En enero de 1836, cuatro barcos partieron desde Inglaterra a nombre de la Compañía. Llegaron a Kingscote en la isla Canguro en julio de ese mismo año para desarrollar una colonia, pero cuando descubrieron que el lugar no era viable para la agricultura, transfirieron el asentamiento al continente. La Compañía proveyó infraestructura básica para la nueva colonia, al igual que la venta o arrendamiento de tierras para inmigrantes que llegaban al lugar para vivir.
| 27 de julio      | Duke of York     | (190 ton) | Compañía de A.M. | 38 pasajeros |
| 30 de julio      | Lady Mary Pelham | (206 ton) | Compañía de A.M. | 29           |
| 16 de agosto     | John Pirie       | (105 ton) | Compañía de A.M. | 28           |
| 21 de agosto     | Rapid            | (162 ton) | Comisionados     | 24           |
| 11 de septiembre | Cygnet           | (239 ton) | Comisionados     | 84           |
| 5 de octubre     | Emma             | (181 ton) | Compañía de A.M. | 22           |
| 2 de noviembre   | L'Africaine      | (316 ton) | Varios           | 76           |
| 16 de diciembre  | Tam O'Shanter    | (360 ton) | Osmond Gilles    | 74           |
| 23 de diciembre  | HMS Buffalo      | (850 ton) | Comisionados     | 171          |

## Comisionados
Bajo las leyes que establecieron la colonia, el gobierno del Reino Unido asignó comisionados para administrar la implementación de estas leyes; trece con sede en Londres y un Comisionado Residente ubicado en la colonia misma. Los primeros comisionados fueron el Coronel Robert Torrens (Presidente), Rowland Hill (Secretario), G. Barnes (Tesorero), George Fife Angas, E. Barnard, William Hutt, John Shaw-Lefevre, W. A. Mackinnon M.P., S. Mills, Jacob Montefiore, G. Palmer, y J. Wright. El primer Comisionado Residente fue James Hurtle Fisher.

## Administradores coloniales
Los Administradores Coloniales (CEOs en Australia Meridional) de la Compañía de Australia Meridional fueron:
| Administrador         | Desde | Hasta | Notas         |
| --------------------- | ----- | ----- | ------------- |
| Samuel Stephens       | 1836  | 1837  | [ 5 ]         |
| David McLaren         | 1837  | 1841  | [ 6 ]         |
| William Gilles        | 1841  | 1861  | [ 7 ]         |
| William Brind         | 1861  | 1894  | [ 8 ] [ 9 ]   |
| Henry Sparks          | 1894  | 1900  | [ 10 ] [ 11 ] |
| Henry Percival Moore  | 1901  | 1929  | [ 12 ] [ 13 ] |
| Arthur Leopold Muller | 1930  | 1936  | [ 14 ] [ 15 ] |
| ?                     | 1936  | 1949  |               |

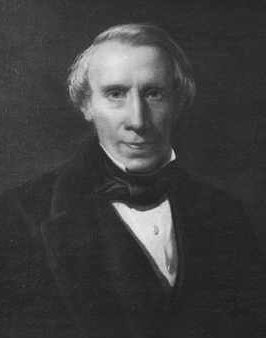
David McLaren 1837-1841
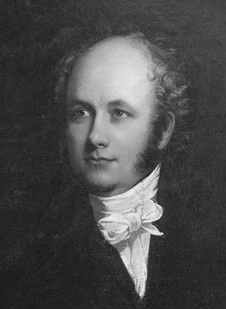
William Giles 1841-1860
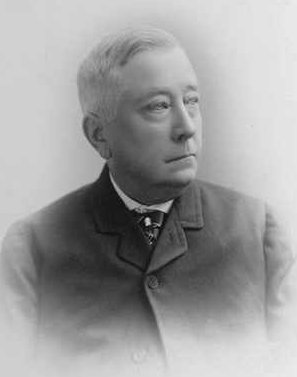
William Brind 1861-1894
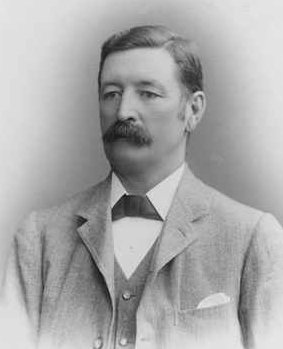
Henry Sparks 1894-1900
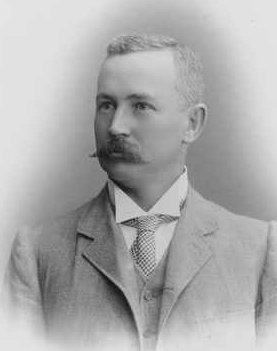
Henry Moore 1901-1929
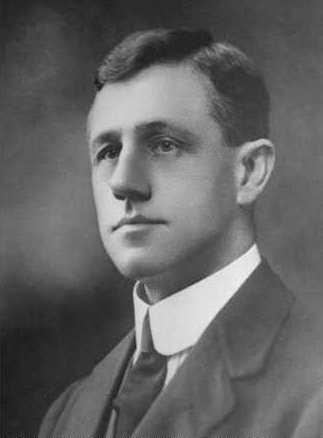
Arthur Muller 1930-1936

## Funcionarios de la compañía
La mayoría de las calles del centro de Adelaida recibieron su nombre en honor a los directores de la compañía.
Presidentes
- 1836-18?? George Fife Angas (1789–1879)[3][16][17] (Calle Angas)
- 1899-1923 Henry Joslin[18]

Directores
- 1836-18?? Raikes Currie[3] (Calle Currie)
- 1836-18?? Charles Hindley (Calle Hindley)
- 1836-18?? James Hyde
- 1836-18?? Henry Kingscote
- 1836-18?? John Pirie (Calle Pirie)
- 1836-18?? Christopher Rawson
- 1836-18?? John Rundle (Calle Rundle)
- 1836-18?? Thomas Smith
- 1836-18?? James Ruddell Todd
- 1836-18?? Henry Waymouth (Calle Waymouth)
- 1880-1911 Mayor General Sir Stanley De A.C. Clarke, G.C.V.O., C.M.G.[19]
- 1889-1919 Sir John H. Kennaway, Bart. C.B., M.P.[20]
- 1891-1922 Andrew Johnston[21]
- 1895-1931 John Henry Grant[22]
- 1899-1931 Sir R.H. Hermon Hodge (más adelante Lord Wyfold)[23]
- Joseph Fisher
- Robert Barr Smith
- Tom Elder Barr Smith[24]

Secretarios
- 1878-1911 James Hutchison[25]
- 1911-1930+ Henry Brandreth Gibbs F.C.I.S.[26]

Abogados en Australia Meridional
- William Bartley[27]
- 1850-1906 Sir Samuel Davenport, K.C.M.G.[28]
- 1876-1923 John Warren Bakewell[29]

Junta Local de Consultores, Adelaida
- 1841-1885 William Bartley[27]
- 1841-18?? Edward Stephens
- 1856-1870 William Bakewell, M.P., Crown Solicitor[30]
- 1876-1923 John Warren Bakewell[29]
- 1886-1930+ Joseph Fisher[31]
- 1894-1932 Sir John Lancelot Stirling K.C.M.G., M.L.C.[32]

Contadores
- Edward Stephens
- Edward Robert Simpson (murió el 11 de julio de 1900)[33]

## Oficinas de la compañía
A partir de 1872, la Compañía de Australia Meridional tuvo sus oficinas en North Terrace, en la esquina de Gawler Place. El nuevo edificio, "Gawler Chambers", fue completado en 1914.

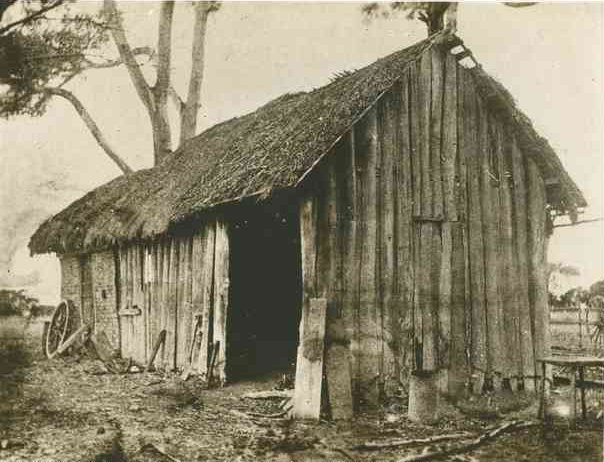
Primera oficina, construida en 1836 en Kingscote, Isla Canguro. (ca.1870)
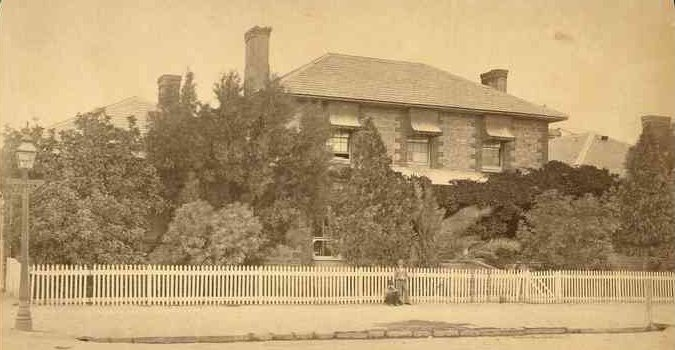
North Terrace este, esquina de Gawler Place. (ca.1872)
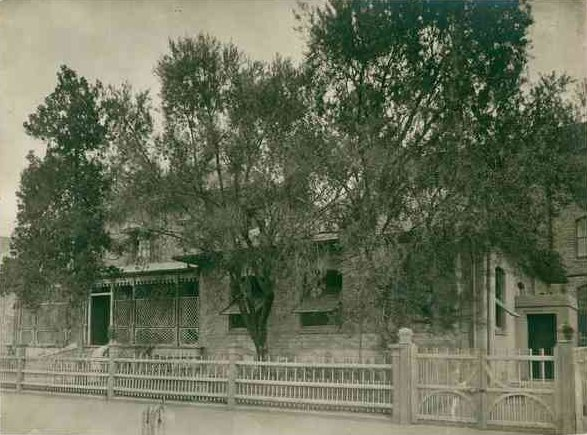
ca.1900
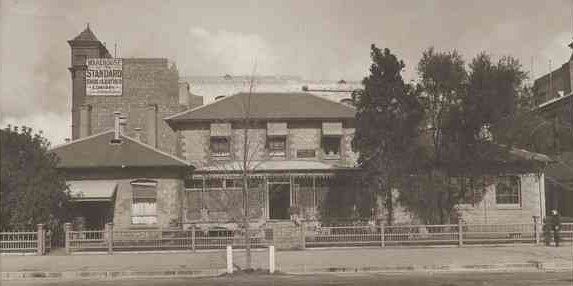
ca.1909
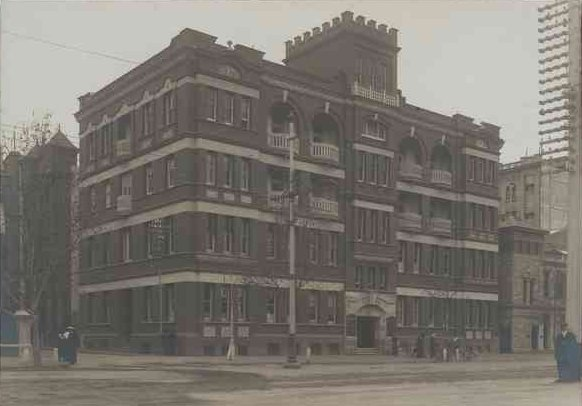
"Gawler Chambers" ca.1914
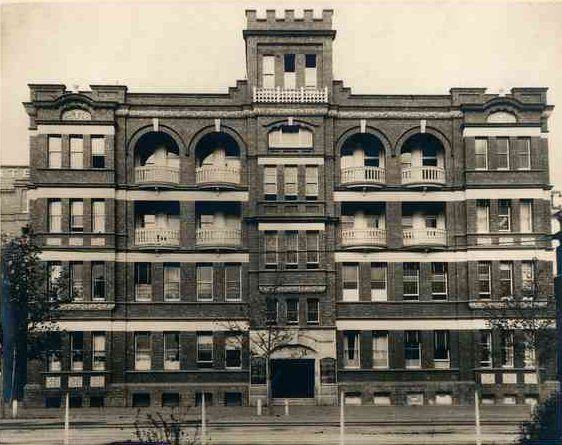
ca.1914

## Lista de personas asociadas on la Compañía de Australia Meridional
Muchas calles del centro de Adelaida y otros lugares de Australia Meridional recibieron sus nombres en honor a miembros de la compañía.
| Persona                                    | Relación con la compañía           | Calles/Lugares      | Notas                                |
| ------------------------------------------ | ---------------------------------- | ------------------- | ------------------------------------ |
| George Fife                                | Comisionado                        | Calle Angas         |                                      |
| Divett, Edward                             | Fideicomisario                     | Divett Place        |                                      |
| Sir James Hurtle Fisher (1790–1875)        | Comisionado Residente (#1)         | Hurtle Square       | [ 34 ]                               |
| Fussell, John                              | Fideicomisario                     |                     |                                      |
| George Gawler (1795–1869)                  | Gobernador de SA (1838-1841)       | Gawler Place        | Gawler (pueblo), Gawler Ranges, etc. |
| William Giles (1791–1862)                  | Administrador Colonial (1841-1860) |                     | [ 7 ]                                |
| Robert Gouger (1802–1846)                  | Secretario Colonial (#1)           | Calle Gouger Street | [ 36 ]                               |
| Pascoe Grenfell MP                         |                                    | Calle Grenfell      |                                      |
| Sir George Grey                            | Gobernador de SA (1841-1845)       |                     | [ 37 ]                               |
| Charles Hindley                            | Director fundador                  | Calle Hindley       | [ 3 ]                                |
| Sir John Hindmarsh (1785–1860)             | Gobernador de SA (1836-1838)       | Hindmarsh Square    | [ 38 ]                               |
| William Hutt MP                            | Comisionado                        | Calle Hutt          |                                      |
| Kingscote, Henry                           | Director fundador                  |                     | Kingscote                            |
| Sir George Strickland Kingston (1807–1880) | Vice Agrimensor General            |                     | [ 39 ]                               |
| William Light (1786–1839)                  | Agrimensor General                 | Light Square        | [ 40 ]                               |
| David McLaren (1785–1850)                  | Administrador Colonial (1837-1841) |                     | [ 6 ]                                |
| Moore, Henry Percival                      | Administrador Colonial (1901-1929) |                     | [ 12 ] [ 13 ]                        |
| Sir John Morphett (1809–1892)              |                                    | Calle Morphett      | [ 41 ]                               |
| Muller, Arthur Leopold Albert              | Administrador Colonial (1930-1936) |                     | [ 14 ] [ 15 ]                        |
| Sir John Pirie                             | Director fundador                  | Calle Pirie         | [ 3 ]                                |
| Rawson, Christopher                        | Director fundador                  |                     | [ 3 ]                                |
| Frederick Robe (1801-1871)                 | Gobernador de SA (1845-1848)       |                     | Robe (Australia)                     |
| John Rundle                                | Director fundador                  | Calle Rundle        | [ 3 ]                                |
| Smith, Thomas                              | Director fundador                  |                     | [ 3 ]                                |
| Sparks, Henry Yorke                        | Administrador Colonial (1894-1900) |                     | [ 9 ] [ 10 ] [ 11 ]                  |
| Edward Stephens (1811–1861)                | First manager of SA Banking Co     |                     | [ 43 ]                               |
| Samuel Stephens (1808–1840)                | Administrador Colonial (1836-1837) |                     | [ 5 ]                                |
| Todd, James Ruddell                        | Director fundador                  |                     | [ 3 ]                                |
| Robert Torrens (1780–1864)                 | Comisionado                        |                     | [ 44 ]                               |
| Edward Gibbon (1796–1862)                  |                                    | Calle Wakefield     | [ 45 ]                               |
| Henry Waymouth                             | Director fundador                  | Calle Waymouth      | [ 3 ]                                |
| Sir Henry Edward Fox (1803-1870)           | Gobernador de SA (1848-1854)       |                     | [ 46 ]                               |

## Más información
- Price, A. Grenfell, Founders & Pioneers of South Australia, Adelaide, 1929
- Sutherland, George, The South Australian Company; a study in colonisation, London; New York: Longmans, Green, 1898.
- Pearse, Malcolm, Australia's Early Managers Australia Pacific Economic and Business History Conference, Wellington, New Zealand, February 2010. p. 12
- State Library of South Australia factsheets online: South Australian Company